# Episodi di Pugwall (prima stagione)
La prima stagione della serie televisiva Pugwall è stata trasmessa in anteprima in Australia da Nine Network tra il 13 giugno 1989 e il 4 luglio 1989.
| nº | Titolo originale    | Titolo italiano | Prima TV Australia | Prima TV Italia |
| -- | ------------------- | --------------- | ------------------ | --------------- |
| 1  | Enter Pugwall       |                 | 13 giugno 1989     |                 |
| 2  | Hospital            |                 | 14 giugno 1989     |                 |
| 3  | Jenny               |                 | 15 giugno 1989     |                 |
| 4  | Hollow Drums        |                 | 16 giugno 1989     |                 |
| 5  | Of Apples and Bulls |                 | 19 giugno 1989     |                 |
| 6  | Blast Off           |                 | 20 giugno 1989     |                 |
| 7  | Outing              |                 | 21 giugno 1989     |                 |
| 8  | Heroes              |                 | 23 giugno 1989     |                 |
| 9  | The Race            |                 | 26 giugno 1989     |                 |
| 10 | The Local Show      |                 | 28 giugno 1989     |                 |
| 11 | Tins and Labels     |                 | 30 giugno 1989     |                 |
| 12 | The Holiday         |                 | 29 giugno 1989     |                 |
| 13 | Marmaloid Marches   |                 | 29 giugno 1989     |                 |
| 14 | The School Camp     |                 | 3 luglio 1989      |                 |
| 15 | The Talent Quest    |                 | 1º luglio 1989     |                 |
| 16 | The Final           |                 | 4 luglio 1989      |                 |